# Myrmecodesmus inornatus
Myrmecodesmus inornatus är en mångfotingart som beskrevs av Shear 1977. Myrmecodesmus inornatus ingår i släktet Myrmecodesmus och familjen fingerdubbelfotingar. Inga underarter finns listade i Catalogue of Life.